# Jordi Mestre Vergés
Jordi Mestre Vergés (Gerona, 1953) es un fotógrafo español especializado en restauración gráfica.

## Biografía
Jordi Mestre nació en Gerona en 1953. En una entrevista explica que descubrió que quería ser fotógrafo cuando a los 14 años "un compañero de curso me invitó a acompañarlo a revelar al laboratorio de la Asociación Fotográfica y Cinematográfica (Afic) de Gerona, “...” Todavía recuerdo aquellas botellas de vidrio con líquidos y cómo me fascinó ver cómo se revelaban aquellos negativos y aparecían las imágenes. Era mágico, pura poesía. Me quedé como un yonqui y todavía estoy enganchado. Lo primero que hice fue estudiar química y trabajar por las tardes en un laboratorio haciendo reportajes de bodas los fines de semana."
Después de una etapa de estudios superiores en Ciencias Químicas, Jordi Mestre se pasa a la fotografía de forma autodidacta.

## Actividad profesional
Su carrera profesional siempre ha estado ligada a la tarea de fotógrafo y de conservador de fotografías, trabajando con colecciones tan importantes como la de Francesc Català Roca, Lluís Domènech y Eduardo Toda. "Solo existen fotografías sinceras", afirma Jordi Mestre en El Periódico de Catalunya en 1976.  Dos años más tarde, en 1978, empieza a trabajar en la prensa escrita, primero en El Periódico de Catalunya y después en Avui, donde fue jefe de fotografía. El año 1990 y 1991, previos a los Juegos Olímpicos de Barcelona, retrata la ciudad preolímpica para la publicación Barcelona 10 del Ayuntamiento de Barcelona,  y también se encarga de los retratos de Albert Boadella, que ilustran una entrevista en la revista Playboy, primera de una serie que incluirá a personajes como El Último de la Fila, Loquillo y Camilo José Cela. Otra publicación con la que trabaja regularmente de 1995 hasta 2001 es la Win Magazine. Desde el año 2003 es responsable de fotografía del IPHES, el Instituto Catalán de Paleoecología Humana y Evolución Social, donde registra la documentación de las campañas arqueológicas que este centro efectúa en numerosos yacimientos (Atapuerca, Orce), trabajo que implica la realización de imágenes para museos y todo tipo de publicaciones; posiblemente El Periódico de Atapuerca y el Diario de los yacimientos de Atapuerca son las dos cabeceras más activas y de las que forma parte del equipo de fotografía entre 2004 y 2013. Con todo, el verano de 2009 cabeceras más generalistas como el Diario de Burgos también publicaron estas imágenes, incluso como portada.
De su experiencia en las excavaciones reflexiona: "El trabajo propiamente de fotografía alcanza casi la totalidad de las disciplinas fotográficas. Desde la realización de fotos de piezas en estudio, la macrofotografía, el paisajismo, el reportaje y la fotografía técnica y científica en general, la iluminación de grandes espacios con equipos móviles y la comprensión de los momentos emocionantes para hacerlos comprensibles a la multitud de personas que no pueden vivirlos con nosotros"
En el año 1981 realiza tres exposiciones fotográficas en Gerona y Figueras con temas diversos: fotografías de chimeneas y tejados en la galería Desalt, una compilación de material gráfico experimental en la galería Spectrum Canon y un monográfico de carácter social sobre los gitanos del barrio del Culubret, expuesto a la Rambla de Figueras.
El año 1987 se publica el libro Barcelones, de Manuel Vázquez Montalbán, donde aparecen numerosas fotografías suyas. 
El año 2008 es uno de los comisarios de la exposición "Del Nilo en Cataluña, el legado de Eduard Toda" que se realiza en la Biblioteca Museo Víctor Balaguer de Villanueva y Geltrú. El mismo año una fotografía suya es portada del número 7186, vol. 452, de la revista Nature. El año 2000 y 2001 lo encontramos formando parte del Comité origanitzador del Festival Castell de Peralada.
El número 77 de la revista Sàpiens, del 2009, tiene por portada una de las fotografías de Jordi Mestre, la del desenterramiento de un mamut en México. En el interior de la revista se encuentra el artículo y diario de la excavación, con numerosas fotografías suyas.
El año 2010 fue uno de los ponientes de la II Jornada Técnica del patrimonio fotográfico de las comarcas gerundenses. La gestión de las imágenes en los entes locales, organizada por el INSPAI, el Centro de la Imagen de la Diputación de Gerona. La ponencia titulada Taller básico de identificación y conservación de fotografías se realizó el 30 de septiembre de 2010 en el Centro Cultural de Caja de Gerona Fontana de Oro de Gerona. Este mismo año participa al FestImatge, el V Festival de la imagen de Calella con la exposición "El paraíso era en un desierto".
El año 2014 publica la edición revisada del libro Identificación y conservación de fotografías: "El que pretendo en este volumen es dar las bases para poder establecer estas diferencias facilitando así la identificación del material. Por eso, además del texto se incluyen las ilustraciones imprescindibles para llevar a cabo esta tarea". Un año más tarde publica conjuntamente con Xavier Martí y Ylla el libro La Vendimia de los 80 : una emigración civilizada, nacido raíz de la exposición del mismo nombre que se ha visto en Gerona, Perpiñán y Figueras.
Su interés por la arquitectura románica lo ha llevado a compartir sus descubrimientos en varios medios de comunicación, como por ejemplo el diario Ara.
Junto con Max Pérez, en 2016 ha publicado el artículo Descubrimiento de la fachada antigua de Sant Pere de Rueda a la Revista de Cataluña en que aporta nuevos datos sobre el monasterio . Actualmente está digitalizando su fondo personal, formado por entre 300.000 y 400.000 fotos, incluidas las colaboraciones con medios y empresas como El Periódico, la Hoy, Época, Cambio 16, Tiempo, el grupo Bassat Ogilvy, Festival Castell de Peralada, su trabajo como responsable de fotografía en excavaciones arqueológicas en Atapuerca, el Abric Romaní de Capellades, Orce y en expediciones también arqueológicas a la Baja California, Marruecos y Argelia o el exhaustivo catálogo del románico catalán que está elaborando en el presente. De sus estudios sobre el románico hay una pincelada publicada y relativa al descubrimiento de la fachada antigua de Monasterio de San Pedro de Roda, que publica la Revista de Cataluña.
El 2017 ha colaborado en la elaboración del catálogo de la exposición de Narciso Roget hecha al Museo del Empordà de Figueras. Este catálogo lleva por nombre: Narciso Roget: una visión inédita del Ampordán y Jordi Mestre ha escrito uno de los tres textos que acompañan el catálogo.
Actualmente trabaja como autónomo por diferentes administraciones en tareas de restauración de fotografía y películas, peritaciones de archivos fotográficos, cursos y conferencias sobre técnicas fotográficas.

## Obras
- La Vendimia de los 80 : una emigración civilizada. Gerona : Diputación de Gerona, Casa de Cultura de Gerona, 2015. ISBN 9788415808305
- Identificación y conservación de fotografías. Gijón : Trea, 2004. ISBN 8497040899 2a ed., rev. 2014 ISBN 9788497047616
- Identificación y conservación de fotografías. Barcelona : Ayuntamiento de Barcelona, 1997.